# Thrinchostoma macrognathum
Thrinchostoma macrognathum là một loài Hymenoptera trong họ Halictidae. Loài này được Friese mô tả khoa học năm 1914.